# Strzyżów
Strzyżów é um município da Polônia, na voivodia da Subcarpácia e no condado de Strzyżów. Estende-se por uma área de 13,89 km², com 8 893 habitantes, segundo os censos de 2017, com uma densidade de 642,2 hab/km².